# Die Faschingsfee (Operette)
Die Faschingsfee ist eine Operette in drei Akten von 1917 von Emmerich Kálmán. Das Libretto stammt von Alfred Maria Willner und Rudolf Österreicher. Die Uraufführung fand am 21. September 1917 am Johann-Strauß-Theater in Wien statt.
Die Operette ist eine musikalische Neufassung von Zsuzsi kisasszony (1915), das in anderen Versionen auch unter den Namen Fräulein Susi, Miss Springtime, oder Fräulein Frühling bekannt war. Der Text der Faschingsfee wurde weitgehend neu gestaltet.
Die Operette wurde 1931 von Hans Steinhoff mit Anny Ahlers und Victor de Kowa unter demselben Titel verfilmt.

## Handlung
Der Maler Viktor Ronai gibt ein Fest, weil er einen hohen Geldpreis gewonnen hat. Als einer der Gäste eine schöne junge Frau belästigt, schaltet sich Viktor ein und gebietet ihm Einhalt. Nun entpuppt sich aber genau dieser Gast als der Stifter des Geldpreises und zieht diesen nun beleidigt zurück. Viktor steht unzweifelhaft als ein Kavalier da, was ihm zur Belohnung einen leidenschaftlichen Kuss der unbekannten schönen Frau einbringt. Dies ist dem Maler fast mehr wert als der nun verlorene Geldpreis, und er malt die Schöne noch in der Nacht aus dem Gedächtnis. Am nächsten Tag scheint auch sonst alles wieder in Ordnung, denn der Geldpreis ist bei dem Maler doch eingegangen. Allmählich aber sickert durch, dass die Unbekannte selbst das Geld gezahlt hat.
In der Folge kommt es zu einer Reihe operettentypischer Missverständnisse – mit einem guten Ende für Viktor und die Unbekannte, die sich als die Prinzessin Alexandra Maria herausstellt.

## Orchestrierung
Die Orchestrierung besteht aus zwei (Piccolo-)Flöten, zwei Oboen, zwei Klarinetten, zwei Fagotte, vier Hörner, zwei Trompeten, drei Posaunen, je einer Pauke, Schlagzeug, Harfe, Celesta und Streicher, die Besetzung aus zwei Damen und vier Herren sowie den Chor (SATB).

## Bekannte Lieder
- Heut flieg ich aus

- Liebling, du mein Liebling

- Lieber Himmelvater sei nicht bös

## Tonträger
Im Januar 2019 brachte das Label CPO eine CD-Einspielung der Operette heraus. Unter der Leitung von Michael Brandstätter sangen und spielten der Chor des Staatstheaters am Gärtnerplatz und das Orchester des Staatstheaters am Gärtnerplatz. Als Solisten wirkten u. a. Camille Schnoor, Daniel Prohaska, Nadine Zeintl, Simon Schnoor und Maximilian Mayer mit.